# Trichosea leucotaenia
Trichosea leucotaenia är en fjärilsart som beskrevs av Louis Beethoven Prout 1924. Trichosea leucotaenia ingår i släktet Trichosea och familjen Pantheidae. Inga underarter finns listade i Catalogue of Life.